# Трюфел
 Тази статия е за вида гъби.  За сладкарското изделие, вижте Шоколадов трюфел.  
Трюфелите (Tuber) са вид гъби. Според вътрешния и външния си вид те се разделят на три групи: черни, червени и бели, откъдето и наименованието „черен диамант“, което им се дава понякога.
Отглеждат се много трудно, което, заедно със създадения стереотип, ги прави изключително скъпи. Понякога се продават на търгове с благотворителна цел на изключително завишени цени. Цените на трюфелите започват от 100 лева и могат да достигнат до 10 000 лева за килограм. Цената им зависи от кой вид са трюфелите, с какво качество са и в коя държава се търгуват. Съществуват над 100 вида, но ценени са само няколко. Белият зимен трюфел се счита за един от най-големите деликатеси в света и се среща най-вече в Южна Франция и Северна Италия. Откриват се и в много други държави, но в по-малки количества. Въпреки това, основно се търгуват в Италия, Франция, САЩ и Германия.
Според цвета, трюфелите са предимно бели или черни, но съществува и един вид червен трюфел.
Според сезона, трюфелите са зимни или летни. По-ценни и скъпи са зимните, но те се намират много по-трудно и в много по-малки количества.
Класифицирането на трюфелите се прави също по големина, като по-едрите са по-ценни. Освен това се окачествяват и по качество в зависимост от едрината, нараняванията или червясването.
Най-ценното от всичко е уханието на трюфелите, техният аромат, който е специфичен за всеки различен вид. Дори е достатъчно да усетите мириса на трюфелите, за да определите от кой вид са. Това го умеят единствено хората, които са навътре в този занаят, които са обучени за това и които са виждали и сравнявали различни видове.
Трябва да се знае също така, че има лъжливи и отровни трюфели.

## Видове
- Tuber aestivum – Летен трюфел
- Tuber brumale – Зимен трюфел
- Tuber gibbosum – Орегонски летен бял трюфел
- Tuber himalayensis – Хималайски трюфел
- Tuber magnatum – Бял трюфел
- Tuber melanosporum – Черен трюфел
- Tuber mesentericum – Лотарингски трюфел
- Tuber oregonense- Орегонски зимен бял трюфел
- Tuber sinensis – Китайски трюфел